# 熱帶和亞熱帶針葉林

熱帶及亞熱帶針葉林

热带和亚热带针叶林是世界自然基金会界定的一种熱帶森林生態區，即一片针叶树樹林。熱帶和亞熱帶針葉林主要分布在北美洲、中美洲、新北界、新热带界、中大西洋州份、尼加拉瓜、大安的列斯群岛、巴哈马群岛和百慕大群岛等地。還有一些热带和亚热带针叶林分布在亚洲。墨西哥拥有世界上最丰富、最复杂的亚热带针叶林。熱帶和亞熱帶針葉林所處地區降水量少，温度变化不大。热带和亚热带针叶林的特点是针叶树种类繁多，针叶树的针叶能适应多变的气候条件。此外這些樹木的树冠阻挡了陽光的光线，使得灌木丛難以生長。因此，熱帶和亞熱帶針葉林的地面经常被真菌和蕨类植物覆盖。许多候鸟和蝴蝶在热带和亚热带针叶林中过冬。